# Waldemar Preiss (1936–2024)
Waldemar Preiss (ur. 13 października 1936 w Bydgoszczy, zm. 16 lutego 2024 w Warszawie) – polski duchowny luterański, administrator parafii Kościoła Ewangelicko-Augsburskiego w Płocku, wieloletni wykładowca Chrześcijańskiej Akademii Teologicznej w Warszawie (ChAT), tłumacz ksiąg biblijnych Nowego Testamentu. Brał udział w „dynamicznym” oraz ekumenicznym przekładzie Nowego Testamentu.

## Życiorys

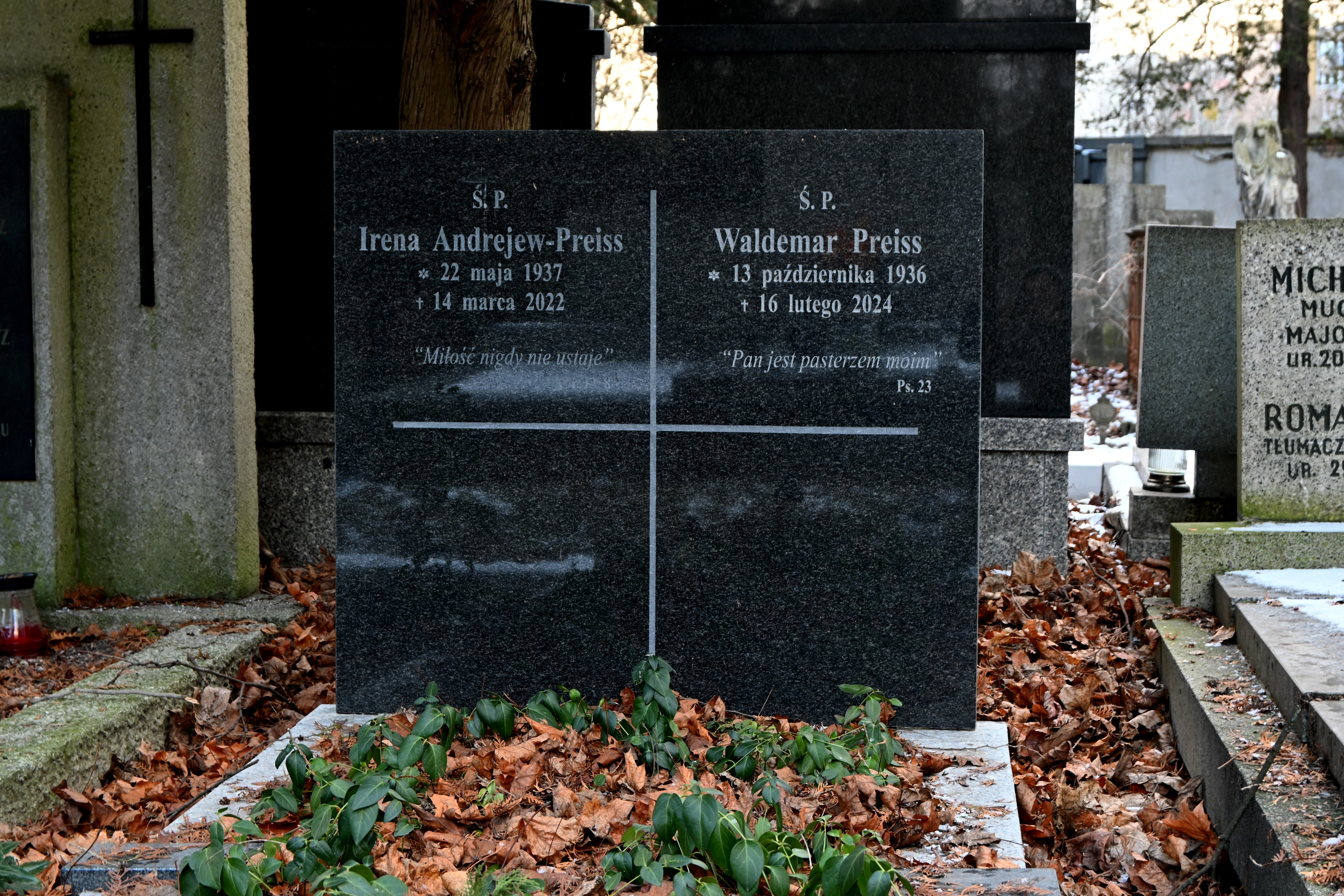
Grób Waldemara Preissa i jego żony Ireny Andrejew-Preiss na cmentarzu ewangelicko-augsburskim przy ul. Młynarskiej w Warszawie

Syn ks. Waldemara Preissa (seniora) (1908–1973) – seniora diecezji wrocławskiej Kościoła Ewangelicko-Augsburskiego oraz Janiny z d. Linde (1910–1998) – siostrzenicy ks. bpa Juliusza Burschego. Absolwent Chrześcijańskiej Akademii Teologicznej w Warszawie. Ordynowany na duchownego 11 października 1959 r. przez bpa prof. Andrzeja Wantułę w asyście ks. seniora Waldemara Preissa (ojca) i ks. Wiktora Niemczyka.
Od 1961 r. przez kolejnych 48 lat był pracownikiem naukowym ChAT. Od 1985 r. administrator, a od 2000 r. proboszcz-administrator płockiej parafii Kościoła Ewangelicko-Augsburskiego.
Spoczął w grobie rodzinnym na cmentarzu ewangelicko-augsburskim w Warszawie.